# Prasinocyma anomoea
Prasinocyma anomoea är en fjärilsart som beskrevs av Turner 1910. Prasinocyma anomoea ingår i släktet Prasinocyma och familjen mätare. Inga underarter finns listade i Catalogue of Life.